# Armatocereus matucanensis
Armatocereus matucanensis är en kaktusväxtart som beskrevs av Curt Backeberg. Armatocereus matucanensis ingår i släktet Armatocereus och familjen kaktusväxter. Inga underarter finns listade i Catalogue of Life.

## Bildgalleri

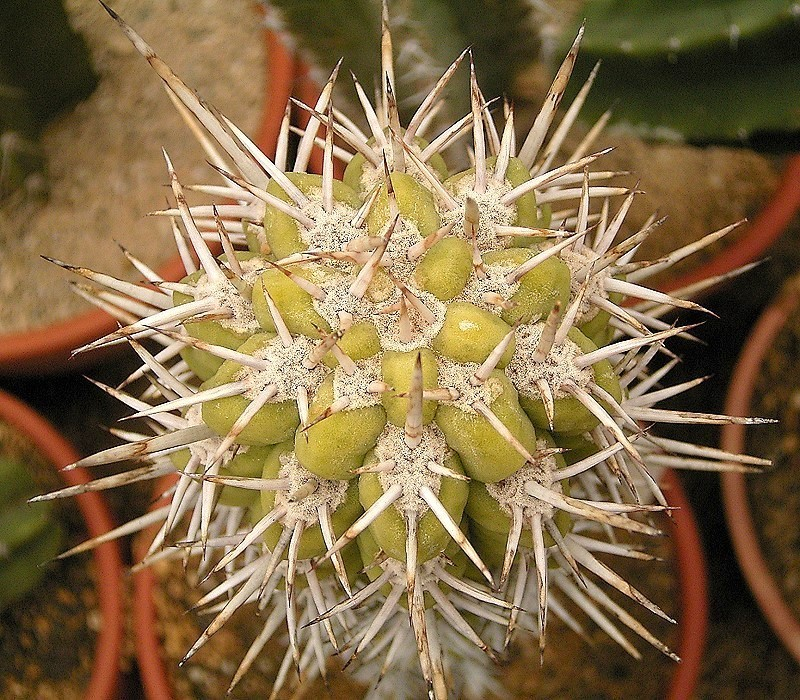
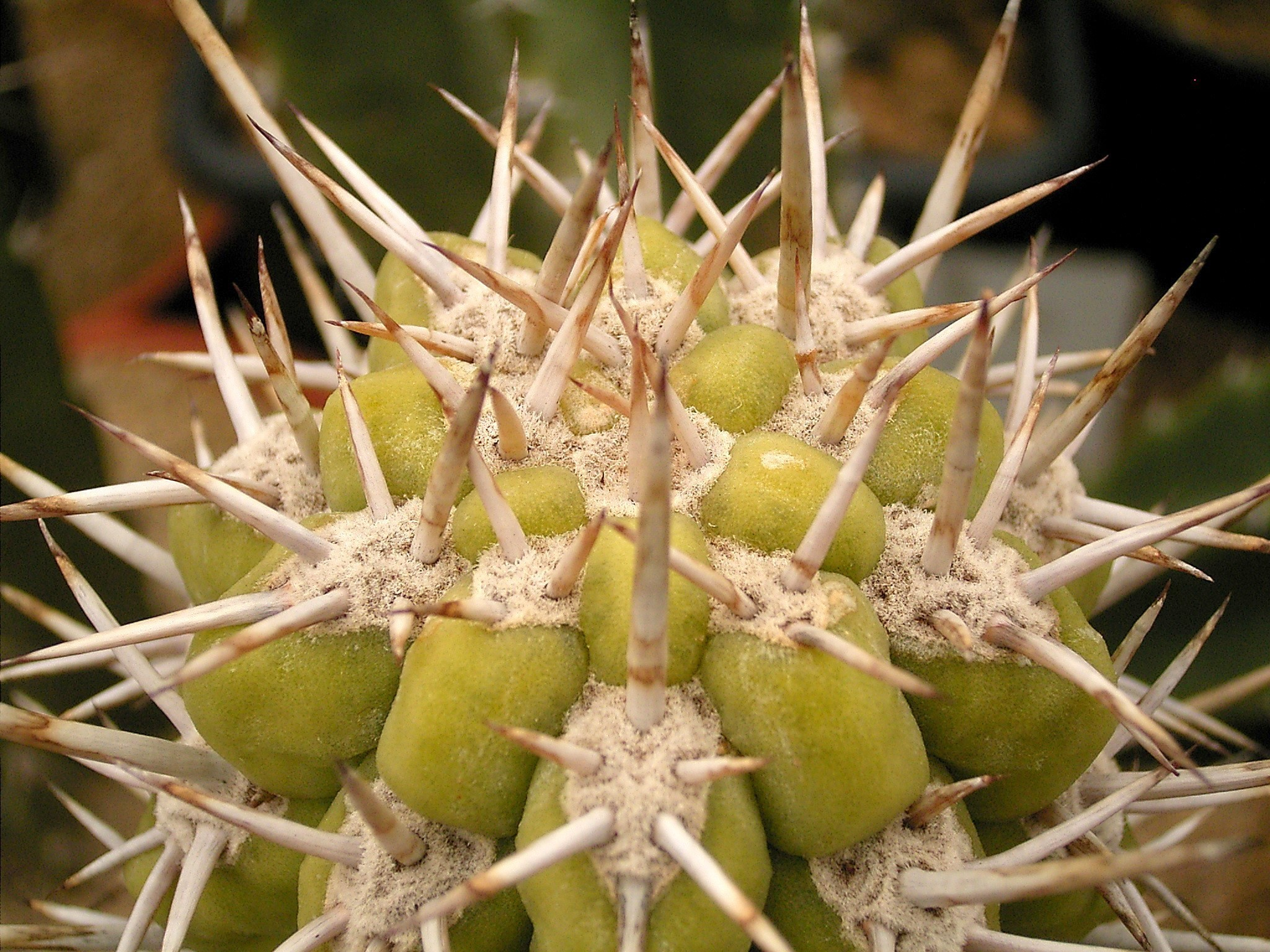
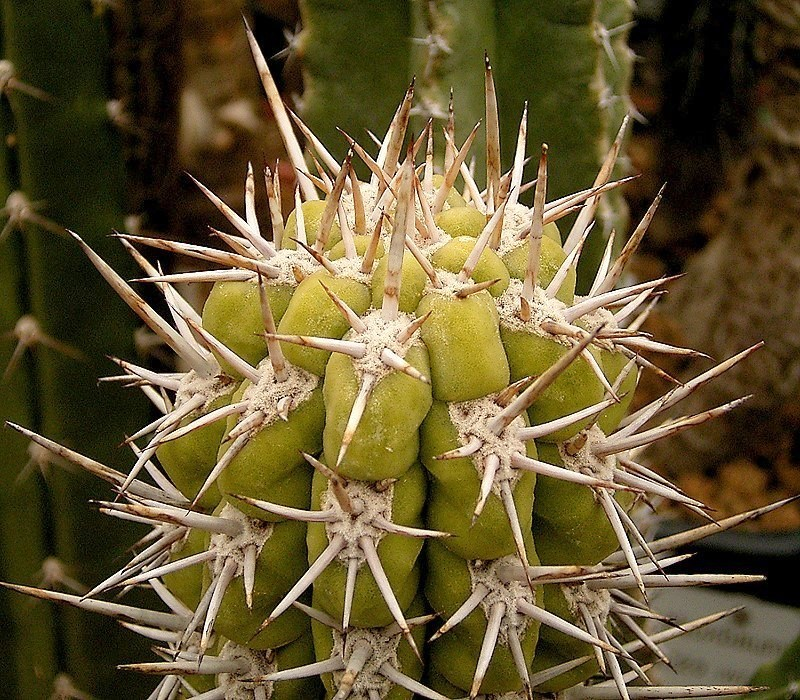
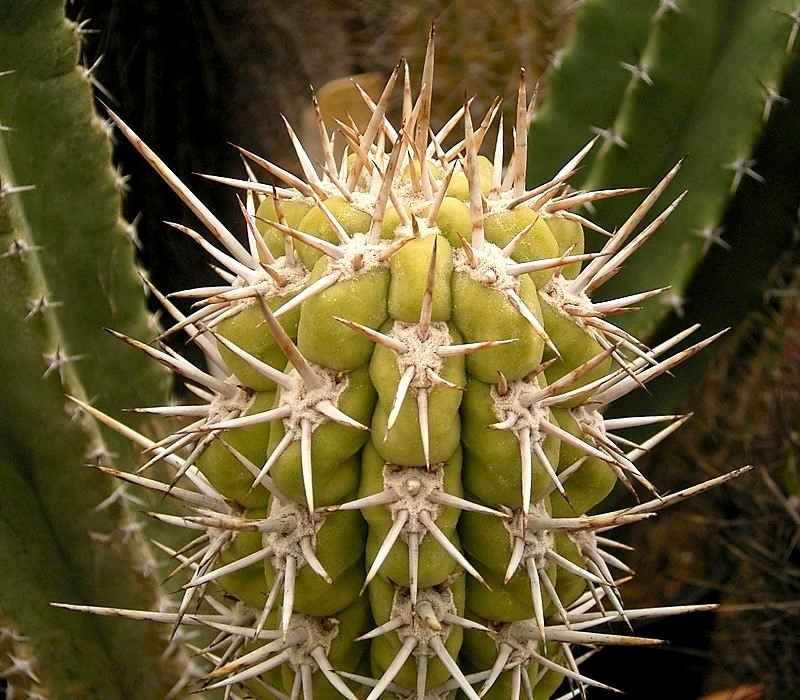
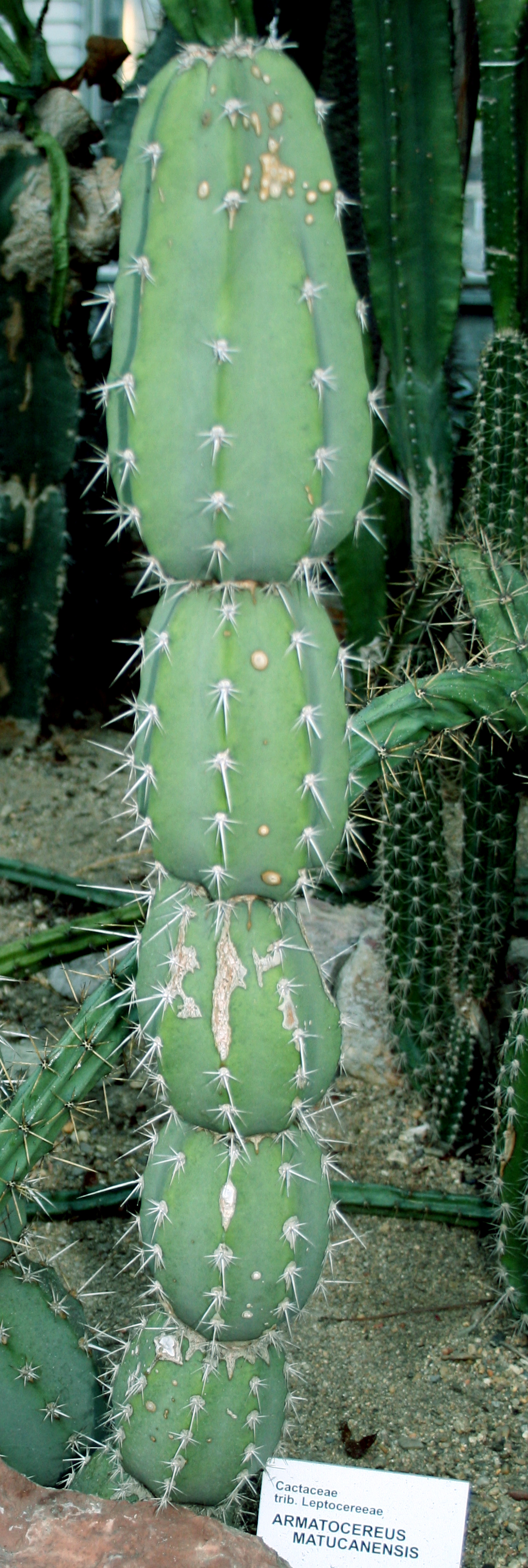
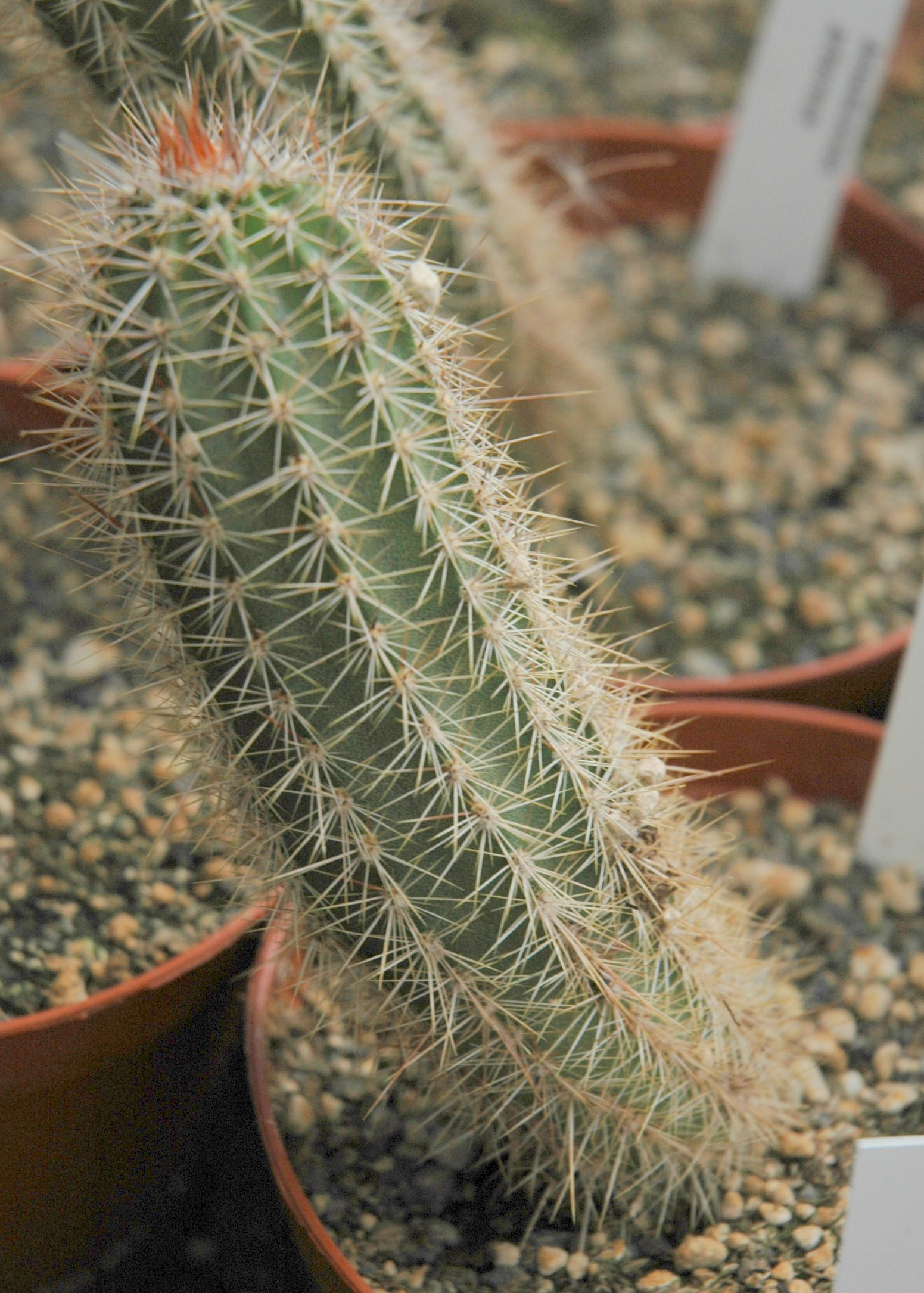